# ボディ・バンク
『ボディ・バンク』（原題：Extreme Measures）は、1996年制作のアメリカ合衆国の医療サスペンス・スリラー映画。
医療スリラー小説の作家マイケル・パーマー原作の同名小説をマイケル・アプテッド監督が映画化。ヒュー・グラント、ジーン・ハックマン、サラ・ジェシカ・パーカー出演。当時グラントの恋人だったエリザベス・ハーレイが製作に参加している。

## あらすじ
ニューヨーク・マンハッタンのグラマシー総合病院にある夜、1人の重傷の男が搬送されてきた。ガイ・ルーサン医師の懸命な治療も空しく、男は激しい発作を繰り返した挙句、死亡した。
男の死に方に不審を抱いたガイは男のはめていたリストバンドを手掛かりに調査を始めるが、何者かの妨害を受ける。
そして、“ルーム”と呼ばれるホームレス居住区に行き着いたガイは、恐るべき事実を知るのだった。

## スタッフ
- 監督：マイケル・アプテッド
- 製作：エリザベス・ハーレイ
- 脚本：トニー・ギルロイ
- 原作：マイケル・パーマー
- 製作総指揮：アンドリュー・シャインマン
- 撮影：ジョン・ベイリー
- 音楽：ダニー・エルフマン

## キャスト
| 役名                           | 俳優                         | 日本語吹替 |
| ------------------------------ | ---------------------------- | ---------- |
| ガイ・ルーサン医師             | ヒュー・グラント             | 大塚芳忠   |
| ローレンス・マイリック医師     | ジーン・ハックマン           | 石田太郎   |
| ジョディ・トラメル看護師       | サラ・ジェシカ・パーカー     | 深見梨加   |
| フランク・ヘアFBI捜査官        | デヴィッド・モース           | 相沢正輝   |
| ボブ・バーク刑事               | ビル・ナン                   | 小山武宏   |
| ボビー                         | ジョン・トールズ＝ベイ       | 荒川太郎   |
| ジェフリー・マンコー医師       | ポール・ギルフォイル         | 有本欽隆   |
| ジュディス・グルジンスキー医師 | デブラ・モンク               | 紗ゆり     |
| ミンガス医師                   | J・K・シモンズ               |            |
| 病院の顧問弁護士               | デヴィッド・クローネンバーグ |            |

その他、小島敏彦、水野龍司、滝沢久美子、五十嵐麗、小川智子、岡本章子、湯屋敦子、柳沢栄治、乃村健次、吉田孝、西川幾雄、青山穣、彩木香里